# Don't Get Me Wrong
«Don't Get Me Wrong» es una canción lanzada por el grupo pop-rock The Pretenders. Fue el primer sencillo tomado del álbum del grupo en 1986, Get Close. También se puede encontrar en el álbum The Singles de la banda, lanzado en 1987.
En los Estados Unidos, «Don't Get Me Wrong» se convirtió en el segundo top 10 del grupo en la lista Billboard Hot 100, alcanzando el puesto 10. Su primer éxito Top 10 pop, «Back on the Chain Gang», alcanzó el puesto 5 en 1983. "Don't Get Me Wrong"  también pasó tres semanas en la cima de la lista de Billboard, Album Rock Tracks, en noviembre de 1986. También alcanzó el puesto 5 en la lista de Radio & Records CHR/Pop Airplay el 12 de diciembre de 1986, permaneciendo en esa posición durante una semana y permaneciendo en la tabla durante once semanas.
En el Reino Unido, la canción también alcanzó el puesto 10 en la lista UK Singles Chart. Lo hizo mejor en Australia, donde alcanzó el puesto 8.
La canción presenta un sonido de guitarra jangly y un énfasis en la melodía. Las letras de Hynde contienen referencias literarias y científicas además del tema más basado en las relaciones típico de la música pop. La canción fue versionada por la cantante pop británica  Lily Allen para las celebraciones del 40 aniversario de BBC Radio 1 en 2007 y fue lanzada en el álbum de compilación posterior.
El video musical de la canción es un homenaje a la serie británica de televisión de los años 60 Los vengadores, con Chrissie Hynde interpretando a Emma Peel buscando a John Steed (Patrick Macnee aparece en las imágenes de la serie original, con Hynde superpuesto).
La canción ha sido presentada en el escenario en Francia y Bélgica por la cantante popular francesa La Grande Sophie (Sophie Huriaux) durante varios años, incluyendo en sus 120 conciertos de su gira Place du Fantôme de 2012-13. La Grande Sophie también realizó una versión acústica en el estudio de OuiFM en abril de 2012. No ha incluido «Don't Get Me Wrong» en ningún álbum.

## Apariciones en otros medios
- La canción se tocó durante los créditos iniciales de la película de 1986, Gung Ho.
- La canción fue utilizada en la película de 1992 Los amigos de Peter.
- También se incluyó en la película de 1997, Romy and Michele's High School Reunion.
- La canción fue utilizada en la película Susan Skoog de 1998, Whatever.
- La canción fue utilizada en la versión cinematográfica de 2001 de El diario de Bridget Jones.
- La canción fue utilizada para la rutina de quickstep de Harry Judd y Aliona Vilani en la serie 9 de Strictly Come Dancing en 2011. Bailaron en la semana 9 de la competencia, donde obtuvieron 39 puntos, y nuevamente en la final (siendo los ganadores), donde lograron un puntaje perfecto de 40.
- La canción aparece en la banda sonora de la película Going the Distance (2010) con Drew Barrymore y Justin Long.

## Origen
Hynde declaró en la serie VH1 Story Tellers que obtuvo la inspiración para la melodía del coro en un vuelo de British Airways. El tintineo distintivo de «tono» de la línea aérea, que se tocó en ciertos momentos del vuelo (para anuncios del piloto, atención del cinturón de seguridad, etc.) tenía la misma serie de tonos y notas que el estribillo: «Don't - Get - Me - Wrong».